# Dreis
Dreis település Németországban, Rajna-vidék-Pfalz tartományban. Lakosainak száma 1368 fő (2023. december 31.).

## Népesség
A település népességének változása:
| Lakosok száma | 1322 | 1367 | 1389 | 1381 | 1366 | 1368 |
|               | 1975 | 2017 | 2019 | 2021 | 2022 | 2023 |